# KZ-Außenlager Blankenburg-Oesig
Das Außenlager Blankenburg-Oesig in Blankenburg-Oesig war als Außenlager zunächst dem KZ Buchenwald und ab Ende Oktober 1944 dem KZ Mittelbau zugeordnet. Vom 24. August 1944 bis zum 6. April 1945 wurde das Lager für etwa 500 bis 600 männliche KZ-Häftlinge genutzt. Dieses Außenlager des Mittelbau-Lagerkomplexes wurde seitens der Lager-SS unter dem Namen „Klosterwerke“ geführt.

## Funktion des Lagers und Häftlinge
Ab Ende August 1944 mussten KZ-Häftlinge des Außenlagers Blankenburg-Oesig im Auftrag der Klosterwerke der Organisation Todt vor allem auf der Baustelle des Bauvorhabens Porphyr im Bergwerk Braunesumpf beim Stollenausbau Zwangsarbeit leisten. Auf einer Fläche von etwa 17.000 m² sollte eine untertägige Rüstungsproduktion eingerichtet werden. Beim unvollendeten Bauvorhaben Porphyr waren zudem 400 zivile Facharbeiter, 60 italienische Kriegsgefangene sowie jüdische Mischlinge aus einem ortsnahen Gestapo-Lager eingesetzt.
Die überwiegend belgischen Häftlinge waren zunächst behelfsmäßig in Zelten und ab Oktober 1944 schrittweise in neu entstandenen KZ-Baracken untergebracht. Das Lager wurde zunächst durch den SS-Oberscharführer Dietrich geleitet, sein Nachfolger war der zuvor im KZ Auschwitz tätige SS-Oberscharführer Johann Mirbeth. Bergleute des Bergwerks Braunesumpf wurden hilfsweise zur Bewachung der Häftlinge eingesetzt. Während des Lagerbestehens starben mindestens 30 bis 50 Häftlinge.
Im Zuge der Lagerauflösung mussten die Häftlinge gemeinsam mit Häftlingen aus dem Außenlager Blankenburg-Regenstein am 6. April 1945 einen Todesmarsch zur Elbe antreten und wurden von dort per Schiff nach Schleswig-Holstein verbracht. Die westeuropäischen Häftlinge wurden am 30. April 1945 durch das Internationale Komitee vom Roten Kreuz nach Schweden evakuiert. Die meisten anderen Häftlinge starben beim Untergang der Cap Arcona.